# Gryllotalpa gryllotalpa
Gryllotalpa gryllotalpa, popularment conegut com a cadell, tallaarròs, grill cadell, riquidell, tallacebes, destapaparades, llauradora…, és una espècie d’insecte ortòpter de la família dels Gryllotalpidae. Es troba distribuït de forma natural per tot Europa, excepte Escandinàvia, així com en alguns punts d’Orient Mitjà, com l’Aràbia Saudí i Israel, i el nord d’Àfrica. A més, s'ha introduït a l’est dels Estats Units, el sud-est d’Àfrica, l'Índia i Malàisia.
Destaca pel primer parell de potes, adaptat per excavar, ja que és d’hàbits subterranis; d’aquí ve la seva semblança amb els talps. Els adults d’ambdós sexes tenen ales, tot i que el vol està poc desenvolupat i prefereixen la locomoció terrestre i subterrània. Els mascles, per atraure les femelles, emeten sons fregant el plectrum de l’ala anterior esquerra amb la llima o pars stridens de l’ala dreta, que s'anomenen estridulacions.
Com que són animals que poden remoure la terra, tenen efectes negatius en plantacions d’arreu del món, sobretot en els territoris on se l’ha introduït. Les poblacions en les plantacions poden augmentar considerablement si es troben en el seu hàbitat ideal, sòls humits i rics en planes inundables i vora els rius, per tant, és una espècie subjecta a controls integrats de plagues i a mesures de gestió.
Tot i així, les poblacions de G. gryllotalpa han disminuït molt al nord-oest d’Europa a causa de l’erradicació conscient de les poblacions i de l’auge en l’ús dels pesticides.

## Etimologia
El nom científic d'aquest insecte prové de les paraules llatines gryllus (grill) i talpa (talp). Aquest nom és apropiat ja que l'insecte presenta una forma similar a la dels grills, i una mena de pèls fins i densos com els talps. A més, pels seus hàbits subterranis, presenta les potes anteriors adaptades per cavar, de manera similar a les potes dels talps. Això és un exemple interessant d'evolució convergent, on dues espècies diferents desenvolupen característiques similars a causa de les mateixes pressions selectives relacionades amb viure sota terra.

## Hàbitat i distribució
L’espècie es distribueix de forma natural per Europa, exceptuant Noruega i Finlàndia, i ha sigut introduïda a USA, l’Amèrica del Sud i a regions de l'est d'Àsia. Mostra preferència per hàbitats amb sòls sorrencs, humits amb bon drenatge i rics en matèria orgànica. Habita en galeries que construeix al sòl, els túnels verticals són utilitzats per amagar-se dels depredadors mentre que els horitzontals s'empren per alimentar-se, reproduir-se i escapar dels depredadors. Gryllotalpa gryllotalpa surt ocasionalment a la superfície.

## Taxonomia i filogènia[1]
| Domini       | Eukaryota               |
| Regne        | Animalia                |
| Superfilum   | Ecdysozoa               |
| Filo         | Arthropoda              |
| Subfílum     | Hexapoda                |
| Superclasse  | Euentomata              |
| Classe       | Insecta                 |
| Subclasse    | Pterygota               |
| Infraclasse  | Neoptera                |
| Ordre        | Orthoptera              |
| Subordre     | Ensifera                |
| Superfamilia | Gryllotalpidae          |
| Familia      | Gryllotalpidae          |
| Gènere       | Gryllotalpa             |
| Espècie      | Gryllotalpa gryllotalpa |

| Grylloidea | \| \| Gryllidae (grill) \| \| \| \| \| \| Gryllotalpidae, Mogoplistidae y Myrmecophilidae \| \| \| \| |
|            | \| \| Gryllidae (grill) \| \| \| \| \| \| Gryllotalpidae, Mogoplistidae y Myrmecophilidae \| \| \| \| |
|            | Schizodactylidae (grillos de patas aplanadas)                                                         |
|            | |
|            | Gryllidae (grill)                                                                                     |
|            | |
|            | Gryllotalpidae, Mogoplistidae y Myrmecophilidae                                                       |
|            | |

|  | Gryllidae (grill)                               |
|  |                                                 |
|  | Gryllotalpidae, Mogoplistidae y Myrmecophilidae |
|  |                                                 |

| Grylloidea | \| \| Gryllidae (grill) \| \| \| \| \| \| Gryllotalpidae, Mogoplistidae y Myrmecophilidae \| \| \| \| |
|            | \| \| Gryllidae (grill) \| \| \| \| \| \| Gryllotalpidae, Mogoplistidae y Myrmecophilidae \| \| \| \| |
|            | Schizodactylidae (grillos de patas aplanadas)                                                         |
|            | |
|            | Gryllidae (grill)                                                                                     |
|            | |
|            | Gryllotalpidae, Mogoplistidae y Myrmecophilidae                                                       |
|            | |

|  | Gryllidae (grill)                               |
|  |                                                 |
|  | Gryllotalpidae, Mogoplistidae y Myrmecophilidae |
|  |                                                 |

| Grylloidea | \| \| Gryllidae (grill) \| \| \| \| \| \| Gryllotalpidae, Mogoplistidae y Myrmecophilidae \| \| \| \| |
|            | \| \| Gryllidae (grill) \| \| \| \| \| \| Gryllotalpidae, Mogoplistidae y Myrmecophilidae \| \| \| \| |
|            | Schizodactylidae (grillos de patas aplanadas)                                                         |
|            | |
|            | Gryllidae (grill)                                                                                     |
|            | |
|            | Gryllotalpidae, Mogoplistidae y Myrmecophilidae                                                       |
|            | |

|  | Gryllidae (grill)                               |
|  |                                                 |
|  | Gryllotalpidae, Mogoplistidae y Myrmecophilidae |
|  |                                                 |

| Grylloidea | \| \| Gryllidae (grill) \| \| \| \| \| \| Gryllotalpidae, Mogoplistidae y Myrmecophilidae \| \| \| \| |
|            | \| \| Gryllidae (grill) \| \| \| \| \| \| Gryllotalpidae, Mogoplistidae y Myrmecophilidae \| \| \| \| |
|            | Schizodactylidae (grillos de patas aplanadas)                                                         |
|            | |
|            | Gryllidae (grill)                                                                                     |
|            | |
|            | Gryllotalpidae, Mogoplistidae y Myrmecophilidae                                                       |
|            | |

|  | Gryllidae (grill)                               |
|  |                                                 |
|  | Gryllotalpidae, Mogoplistidae y Myrmecophilidae |
|  |                                                 |

## Característiques anatòmiques i fisiològiques
Es tracta d’una espècie de color brunenc dorsalment i de color groc pàlid ventralment. Presenta un cos llarg i multisegmentat, amb una mida en estadi adult de 30 a 40 mm de llarg, sent les femelles més grans, mida menor menor en l’estadi larval. El caràcter més distintiu són les dues potes davanteres, les quals son planes, agrandades i presenten uns dents a la part més distal amb funció excavadora. No obstant presenta altres caràcters notables como estar cobert per una petita capa de setes que donen l’aspecte de vellut, un protorax molt pronunciat i l'absència d’un ovipositor extern en les femelles. Si bé aquest insecte té la capacitat de volar, degut al seu comportament subterrani, les ales s'han reduït sent les posteriors lleugerament més desenvolupades, desencadenant en un vol maldestre. Tot i que no hi ha un dimorfisme sexual aparent, més enllà de la mida, els mascles presenten un òrgan estridulant absent en femelles.

## Comportament
És omnívor, s'alimenta s'obretot d’insectes, de larves d’insectes i de cucs. De forma esporàdica pot menjar arrels, tubercles i rizomes. El principal dany que causen els cadells és el resultat de les activitats d'excavació per a la creació de galeries. A mesura que fan túnels a través dels centímetres superiors del terra, empenyen el terra cap amunt, augmentant l'evaporació de la humitat de la superfície, pertorbant les llavors en germinació i danyant les delicades arrels joves de les plàntules, aquestes ferides suposen un entrada de patògens. Als països on és abundant es considera una plaga, ja que malmet els cereals, llegums, pastures perennes, patates, cultius d'hortalisses, remolatxa, gira-sol, tabac, cànem, lli i maduixa provocat grans pèrdues econòmiques. També és problemàtic en vivers on fa malbé vinyes, fruites i altres arbres. Les mesures de control poden incloure l'arada profunda a la tardor, el tractament del sòl entre fileres de cultius, la captura durant l'hivern, els pesticides, els esquers verinosos i la fumigació del sòl.
Els adults de la majoria de les espècies de grills talp poden volar poderosament, encara que amb poca agilitat. Els mascles ho fan amb poca freqüència i les femelles solen volar poc després de la posta de sol, atretes per les àrees on els mascles criden (fins una hora després de la posta de sol). A més, és una espècie que hiberna des de finals de primavera, moment en què comença el període de reproducció.

## Reproducció
No hi ha un dimorfisme sexual aparent entre els dos sexes, tot i que el seu comportament reproductiu difereix durant l’època de zel, a principis de maig. En aquest moment és quan els mascles, des de la seva galeria, emeten sons, anomenats estridulacions, fregant el plectrum de l’ala anterior esquerra (al marge posterior intern del pronot) amb la llima o pars stridens de l’ala dreta (a la part dorsal del mesotòrax). La funció de l’estridulació és atraure les femelles, per tant, és un comportament relacionat amb la selecció sexual, ja que això implica ser detectar per depredadors potencials. Un cop una femella detecta el mascle, es reprodueixen.
A finals de juliol la femella pon els ous en cambres subterrànies fetes expressament, d’uns 30 cm de profunditat i d’uns 9 cm d’amplada. Hi ha una cura dels ous i de les cries per part de la femella, fins després d’entre dues i quatre setmanes després de l’eclosió dels ous. Les nimfes, 30 dies després de néixer, abandonen el niu. Com que és una espècie hemimetàbola, a part de la fase dins de l’ou, només hi ha dues etapes, la de nimfa, que és una versió similar a l’adult però més petita, sense ales i sense un sistema reproductor madur, i la d’adult (imago).
Dins l’etapa de nimfa, sofreix 4 mudes, les dues primeres abans d’hibernar per primer cop. Després de la hibernació, a principis de la primavera fan les altres dues mudes, la última de la qual és el pas final de nimfa a adult, moment en què ja es poden reproduir.

## Gestió, protecció i conservació
Al nord-est del continent europeu s'ha vist reduïda la densitat d'aquesta espècie a causa de l'ús extensiu de pesticides i la seva persecució i erradicació a camps de cultiu. Accions agreujades per la gestió de les dècades dels 50 i 60, on es va fer popular la utilització d'esquers enverinats en base d’arròs o blat de moro que s'expolvorejaven pel sòl, fins a 40-50 Kg/ha, amb G. gryllotalpa com a espècie objectiu, aquests cens estaven formulats amb fosfur de zinc, acetatarseniat de coure o fluosilicat de bari. En aquests anys, també es va fer servir extensament com a mètode de gestió introduir olis per les entrades de les galeries del cadell.
A nivell europeu, G. gryllotalpa està protegit per la Directiva Hàbitats de la Unió Europea dins l'annex IV (Directiva 92/43/CEE). Pel que fa a nivell del territori espanyol, està protegida per la Ley del Patrimonio Natural y de la Biodiversidad de España, per la llei 42/2007. A nivell català, l’espècie està protegida per la Legislació autonòmica de protecció de la biodiversitat.
G. gryllotalpa es troba dins el Pla d’Acció per a la Biodiversitat del Regne Unit (UKBAP), com a espècie prioritària per a la conservació, i està plantejat establir colònies de reproducció en condicions de captiveri. El Regne Unit es troba just al nord-est d’Europa, on l'espècie ha estat més reduïda. A més, el Museu d'Història Natural del Regne Unit sol·licita ajuda ciutadana demanant que si avisten un grill cadell ho comuniqui a les autoritats junt amb informació del lloc, l'època de l’any, la ubicació i una fotografia en la mesura del possible per a poder confirmar que el registre és real.

## Refrany
Tot i que no en talla tant com es presumia, ha inspirat el refrany valencià «tallar més que un cadell».